# Bob Verga
Robert Bruce Verga, detto Bob (Neptune, 7 settembre 1945), è un ex cestista statunitense, professionista nella ABA e nella NBA.

## Carriera
È stato selezionato dai St. Louis Hawks al terzo giro del Draft NBA 1967 (25ª scelta assoluta).

## Palmarès
- 2 volte NCAA AP All-America Second Team (1966, 1967)
- All-ABA Team: 1

First Team: 1970
- ABA All-Star Game: 2

1968, 1970
- Trentatreesimo miglior marcatore di sempre ABA
- Nono migliore marcatore di sempre per punti a partita ABA in regular season (21,2 punti a partita)
- Cinquantaduesimo per numero di assist di sempre ABA